# Megumi Kamionobe
Megumi Kamionobe (上尾野辺 めぐみ Kamionobe Megumi?), född 15 mars 1986, är en japansk fotbollsspelare som spelar för Albirex Niigata.
Megumi Kamionobe spelade 34 landskamper för det japanska landslaget. Hon deltog bland annat i fotbolls-VM 2011 och fotbolls-VM 2015.